# Standseilbahn Leoni–Rottmannshöhe
| Standseilbahn Leoni–Rottmannshöhe                  | Standseilbahn Leoni–Rottmannshöhe |
| -------------------------------------------------- | --------------------------------- |
| Verlauf der Standseilbahn auf einer Karte von 2021 |                                   |
| Streckenlänge:                                     | 0,88 km                           |
| Spurweite:                                         | 1050 mm                           |
|                                                    |                                   |

Die Standseilbahn Leoni–Rottmannshöhe war eine 880 Meter lange Standseilbahn mit 1050 mm Spurweite, welche von Leoni auf die Rottmannshöhe führte. Sie ging 1896 in Betrieb und verwendete als Fahrmittel zwei offene Wagen, in denen 30 Personen Platz fanden. Der Antrieb erfolgte mit einer Dampfmaschine mit 64 PS. Nachdem 1908 das Hotel an der Bergstation in eine Nervenklinik umgewandelt wurde, sank die Zahl der Fahrgäste stark, was um 1920 zur Stilllegung der Bahn geführt haben soll.
Bei der folgenden Demontage soll ein Wagen in den Starnberger See gerollt sein, dessen Überreste dort noch liegen sollen. Von der einstigen Anlage sind noch Schienenreste vorhanden.

## Einzelnachweis
1. ↑  Standseilbahn Leoni–Rottmannshöhe. In: bergbahngeschichte.de. Abgerufen am 18. August 2021.

Koordinaten: 47° 57′ 11,4″ N, 11° 20′ 51,3″ O